# اوا ویوس
اِوا ویوِس (اسپانیایی: Eva Vives‎؛ زادهٔ ۹ ژانویهٔ ۱۹۷۶) فیلم‌نامه‌نویس و کارگردان فیلم اهل اسپانیا است. وی از سال ۲۰۰۰ میلادی تاکنون مشغول فعالیت بوده‌است.
از فیلم‌ها یا مجموعه‌های تلویزیونی که وی در آن‌ها نقش داشته‌است، می‌توان به رابطه پنهانی اشاره نمود.